# Daniel Kipchirchir Komen
Daniel Kipchirchir Komen (ur. 27 listopada 1984 w Chemorgong, Rift Valley) – kenijski lekkoatleta, średniodystansowiec.
Największe sukcesy odnosi w biegu na 1500 metrów:
- srebro Halowych Mistrzostw Świata w Lekkoatletyce (Moskwa 2006)
- 1. miejsce na Światowym Finale IAAF (Stuttgart 2007)
- srebrny medal podczas Halowych Mistrzostw Świata w Lekkoatletyce (Walencja 2008)

## Rekordy życiowe
- bieg na 1500 m – 3:29,02 (2006)
- bieg na milę – 3:48,28 (2007)
- bieg na 3000 m – 7:31,41 (2011)
- bieg na 5000 m – 13:04,02 (2004)
- bieg na 1000 m (hala) – 2:18,19 (2006)
- bieg na 1500 m (hala)  – 3:33,08 (2005)
- bieg na 3000 m (hala) – 7:37,47 (2007)
- Bieg na 5000 m (hala) – 13:06,27 (2010)